# Joseph Henry Maiden
Pour les articles homonymes, voir Maiden.
 (septembre 2019).
Si vous disposez d'ouvrages ou d'articles de référence ou si vous connaissez des sites web de qualité traitant du thème abordé ici, merci de compléter l'article en donnant les références utiles à sa vérifiabilité et en les liant à la section « Notes et références ».
Joseph Henry Maiden, né à Londres le 25 avril 1859 et mort à Turramurra, près de Sydney, le 16 novembre 1925, est un  botaniste britannique.

## Biographie
Il fait des études scientifiques à l’université de Londres mais doit les interrompre à cause de problèmes de santé. Pour se soigner, on lui conseille de faire un long voyage en mer. Il part en 1850 pour la Nouvelle-Galles du Sud. Appréciant le climat et la flore, il décide alors de s’y établir.
En 1881, Maiden devient le premier conservateur du Technological Museum de Sydney, fonction qu’ll conserve jusqu’en 1896. En 1890, il est consultant en botanique pour le ministère de l’Agriculture et en 1894, il devient direction pour l’éducation technique. En 1896, Maiden devient botaniste auprès du gouvernement et directeur des jardins botaniques. Il commence alors à réaliser le premier herbier de la colonie.
Maiden se spécialise sur les acacias et les eucalyptus. Il publie environ 45 articles et son ouvrage intitulé A Critical Revision of the Genus Eucalyptus, en huit volumes, devient une référence sur le sujet durant cinquante ans. Il est le créateur de nombreuses espèces et le découvreur du type de nombreuses autres. Il prend sa retraite en 1924. Il reçoit la médaille linnéenne en 1915.